# Paraleprodera insidiosa
Paraleprodera insidiosa là một loài bọ cánh cứng trong họ Cerambycidae.